# Гордон, Крисанн
Крисанн Гордон (англ. Chrisann Gordon; род. 18 сентября 1994, Сент-Анн, Мидлсекс, Ямайка) — ямайская легкоатлетка, специализирующаяся в беге на 400 и 800 метров. Серебряный призёр Олимпийских игр 2016 года и Панамериканских игр 2015 года в эстафете 4×400 метров.

## Биография
Ярко проявила себя уже в юношеские годы. В 14 лет пробежала 800 метров за 2.11,43 и выиграла два золота на соревнованиях CARIFTA Games, в 15 стала бронзовым призёром юниорского чемпионата мира в эстафете 4×400 метров (соперницы были старше неё на 3-4 года). На юношеском первенстве мира в 2011 году стала чемпионкой в шведской эстафете 100+200+300+400 метров с высшим мировым достижением для спортсменок до 18 лет — 2.03,42. В том же сезоне выиграла дистанцию 400 метров на Панамериканском чемпионате среди юниоров.
После окончания школы переехала в США, где поступила в колледж South Plains. Там на протяжении двух лет она была главной звездой легкоатлетической команды. Выигрывала чемпионаты США среди колледжей в беге на 400 и 800 метров, в 2015 году была названа национальной ассоциацией NJCAA спортсменкой года как зимнего, так и летнего сезона. Чтобы улучшить свои результаты, перебралась в Техасский университет, имеющий одну из сильнейших легкоатлетических команд в США.
В 2015 году стала четвёртой на Панамериканских играх в Торонто в беге на 400 метров и выиграла серебро в эстафете. Участвовала в чемпионате мира на стадии предварительных забегов в эстафете 4×400 метров. Она помогла команде выйти в финал, после чего её заменили на другую спортсменку, а сборная Ямайки завоевала звание чемпионок мира.
Заняла шестое место на чемпионате страны в 2016 году и прошла таким образом отбор на Олимпийские игры. Её выступление в Рио-де-Жанейро вновь ограничилось забегами в эстафете, после чего в финале она осталась в качестве запасной. Ямайские девушки завоевали серебро, которое по правилам получила и Крисанн.

## Основные результаты
| Год  | Турнир                                  | Место проведения          | Дисциплина        | Место      | Результат |
| ---- | --------------------------------------- | ------------------------- | ----------------- | ---------- | --------- |
| 2010 | Чемпионат мира среди юниоров            | Монктон, Канада           | эстафета 4×400 м  | 3-е        | 3.32,24   |
| 2011 | Чемпионат мира среди юношей             | Лилль, Франция            | 400 м             | 7-е        | 53,31     |
| 2011 | Чемпионат мира среди юношей             | Лилль, Франция            | шведская эстафета | 1-е        | 2.03,42   |
| 2011 | Панамериканский чемпионат среди юниоров | Мирамар, США              | 400 м             | 1-е        | 52,62     |
| 2012 | Чемпионат мира среди юниоров            | Барселона, Испания        | 400 м             | 7-е        | 52,31     |
| 2014 | Чемпионат мира по эстафетам             | Нассау, Багамские Острова | эстафета 4×800 м  | 5-е        | 8.17,22   |
| 2015 | Панамериканские игры                    | Торонто, Канада           | 400 м             | 4-е        | 51,75     |
| 2015 | Панамериканские игры                    | Торонто, Канада           | эстафета 4×400 м  | 2-е        | 3.27,27   |
| 2015 | Чемпионат мира                          | Пекин, Китай              | эстафета 4×400 м  | 3-е (заб.) | 3.23,62   |
| 2016 | Чемпионат мира в помещении              | Портленд, США             | 400 м             | —          | DNF       |
| 2016 | Чемпионат мира в помещении              | Портленд, США             | эстафета 4×400 м  | —          | DNF       |
| 2016 | Олимпийские игры                        | Рио-де-Жанейро, Бразилия  | эстафета 4×400 м  | 2-е (заб.) | 3.22,38   |